# Ronde van Slowakije 2020
De 64e editie van de wielerwedstrijd Ronde van Slowakije werd verreden van 16 tot en met 19 september 2020 met de start in Žilina en de finish in Skalica. De ronde maakte deel uit van de UCI Europe Tour 2020, in de categorie 2.1. De wedstrijd werd gewonnen door de Duitser Jannik Steimle die de Belg Yves Lampaert opvolgde als winnaar.

## Deelname
Er namen zes UCI World Tour-ploegen, zes UCI ProTeams, zeven continentale teams en een nationale selectie deel.
| WorldTour                                                                                | ProTeam | Continentaal | Nationale selctie |
| ---------------------------------------------------------------------------------------- | --- | --- | ----------------- |
| Deceuninck–Quick-Step BORA-hansgrohe Team Sunweb Cofidis Israel Start-Up Nation CCC Team | Alpecin-Fenix Bingoal-Wallonie Bruxelles Uno-X Norwegian Development Team Vini Zabù-KTM Team Novo Nordisk Gazprom-RusVelo | Dukla Banska Bystrica Elkov-Kasper Adria Mobil Cycling Team Friuli ASD Mazowsze Serce Polski Team Hrinkow Advarics Cycleang Memil–CCN Pro Cycling | Slowakije         |

## Etappe-overzicht
| etappe    | datum        | start           | finish          | type                | afstand  | winnaar        | klassementsleider |
| --------- | ------------ | --------------- | --------------- | ------------------- | -------- | -------------- | ----------------- |
| 1e deel A | 16 september | Žilina          | Žilina          | Heuvelrit           | 106,4 km | Martin Laas    | Martin Laas       |
| 1e deel B | 16 september | Žilina          | Žilina          | Individuele tijdrit | 7,1 km   | Jannik Steimle | Jannik Steimle    |
| 2e        | 17 september | Žilina          | Banská Bystrica | Heuvelrit           | 206,6 km | Nico Denz      | Jannik Steimle    |
| 3e        | 18 september | Banská Bystrica | Žiar nad Hronom | Heuvelrit           | 181,3 km | Martin Laas    | Jannik Steimle    |
| 4e        | 19 september | Topoľčianky     | Skalica         | Heuvelrit           | 171,7 km | Rudy Barbier   | Jannik Steimle    |

## Eindklassementen
| Plaats    | Naam               | Ploeg                            | Tijd      |
| --------- | ------------------ | -------------------------------- | --------- |
| Gele trui | Jannik Steimle     | Deceuninck–Quick-Step            | 15u49'04" |
| 2         | Nico Denz          | Team Sunweb                      | z.t.      |
| 3         | Shane Archbold     | Deceuninck–Quick-Step            | + 18"     |
| 4         | Andreas Leknessund | Uno-X Norwegian Development Team | + 21"     |
| 5         | Jasha Sütterlin    | Team Sunweb                      | + 23"     |
| 6         | Chad Haga          | Team Sunweb                      | + 26"     |
| 7         | Jempy Drucker      | BORA-hansgrohe                   | z.t.      |
| 8         | Yves Lampaert      | Deceuninck–Quick-Step            | z.t.      |
| 9         | Jakub Otruba       | Elkov-Kasper                     | + 29"     |
| 10        | Jenthe Biermans    | Israel Start-Up Nation           | z.t.      |
|           |                    |                                  |           |
| 26        | David van der Poel | Alpecin-Fenix                    | + 1'00"   |

| Plaats                | Naam               | Ploeg                  | Punten |
| --------------------- | ------------------ | ---------------------- | ------ |
| Bolletjestrui (blauw) | Martin Laas        | BORA-hansgrohe         | 52     |
| 2                     | Nico Denz          | Team Sunweb            | 47     |
| 3                     | Jannik Steimle     | Deceuninck–Quick-Step  | 43     |
|                       |                    |                        |        |
| 5                     | Jenthe Biermans    | Israel Start-Up Nation | 31     |
| 8                     | David van der Poel | Alpecin-Fenix          | 25     |

| Plaats        | Naam               | Ploeg                          | Punten |
| ------------- | ------------------ | ------------------------------ | ------ |
| Bolletjestrui | Kenny Molly        | Bingoal-Wallonie Bruxelles     | 57'    |
| 2             | Mathijs Paasschens | Bingoal-Wallonie Bruxelles     | 42     |
| 3             | Jonas Rapp         | Team Hrinkow Advarics Cycleang | 33     |

| Plaats     | Naam               | Ploeg                            | tijd      |
| ---------- | ------------------ | -------------------------------- | --------- |
| Witte trui | Andreas Leknessund | Uno-X Norwegian Development Team | 15u49'25" |
| 2          | Jakub Otruba       | Elkov-Kasper                     | + 08"     |
| 3          | Morten Hulgaard    | Uno-X Norwegian Development Team | + 10"     |
|            |                    |                                  |           |
| 11         | Mauri Vansevenant  | Deceuninck–Quick-Step            | + 5'08"   |
| 12         | Thymen Arensman    | Team Sunweb                      | + 9'04"   |

| Plaats | Ploeg                 | Tijd      |
| ------ | --------------------- | --------- |
|        | Deceuninck–Quick-Step | 47u28'18" |
| 2      | Team Sunweb           | + 02"     |
| 3      | Elkov-Kasper          | + 39"     |

## Klassementenverloop
| Etappe       | Winnaar        | Algemeen klassement · | Puntenklassement · | Bergklassement ·   | Jongerenklassement · | Ploegenklassement ·   |
| ------------ | -------------- | --------------------- | ------------------ | ------------------ | -------------------- | --------------------- |
| 1 A          | Martin Laas    | Martin Laas           | Martin Laas        | Mathijs Paasschens | Matúš Štoček         | BORA-hansgrohe        |
| 1 B          | Jannik Steimle | Jannik Steimle        | Martin Laas        | Mathijs Paasschens | Andreas Leknessund   | Deceuninck–Quick-Step |
| 2            | Nico Denz      | Jannik Steimle        | Nico Denz          | Kenny Molly        | Andreas Leknessund   | Deceuninck–Quick-Step |
| 3            | Martin Laas    | Jannik Steimle        | Martin Laas        | Kenny Molly        | Andreas Leknessund   | Deceuninck–Quick-Step |
| 4            | Rudy Barbier   | Jannik Steimle        | Martin Laas        | Kenny Molly        | Andreas Leknessund   | Deceuninck–Quick-Step |
| 0Eindstanden | 0Eindstanden   | Jannik Steimle        | Martin Laas        | Kenny Molly        | Andreas Leknessund   | Deceuninck–Quick-Step |

1954 · 1955 · 1956 · 1957 · 1958 · 1959 · 1960 · 1961 · 1962 · 1963 · 1964 · 1965 · 1966 · 1967 · 1968 · 1969 · 1970 · 1971 · 1972 · 1973 · 1974 · 1975 · 1976 · 1977 · 1978 · 1979 · 1980 · 1981 · 1982 · 1983 · 1984 · 1985 · 1986 · 1987 · 1988 · 1989 · 1990 · 1991 · 1992 · 1993 · 1994 · 1995 · 1996 · 1997 · 1998 · 1999 · 2000 · 2001 · 2002 · 2003 · 2004 · 2005 · 2006 · 2007 · 2008 · 2009 · 2010 · 2011 · 2012 · 2013 · 2014 · 2015 · 2016 · 2017 · 2018 · 2019 · 2020 · 2021 · 2022 · 2023 · 2024